# São Vicente (Wyspy Zielonego Przylądka)

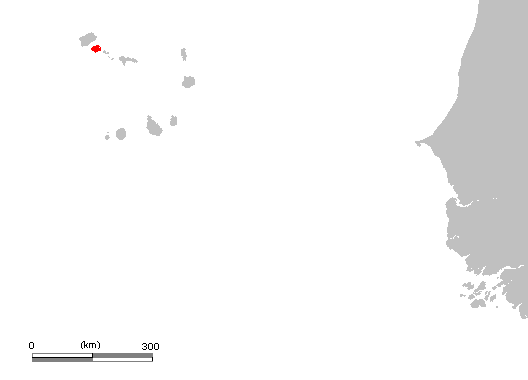
Położenie względem Afryki

São Vicente (z port. „Święty Wincenty”; kreol. Son Visent lub Son Sent) – wyspa należąca do archipelagu Wysp Zawietrznych, które wchodzą w skład Wysp Zielonego Przylądka. Leży między wyspami Santo Antão a Santa Luzia. Od Santo Antão oddziela ją Canal de São Vicente.

## Geografia
Wyspa ma mniej więcej prostokątny kształt o powierzchni ok. 227 km². Od wschodu do zachodu mierzy 24 km, a z północy na południe nie więcej niż 16 km. Ukształtowanie terenu obejmuje góry na zachodzie, południowym zachodzie, południu, środkowym wschodzie i północy. Płaskie obszary znajdują się w części środkowo-północnej, centralnej, wschodniej na południe od Calhau i części północnej w rejonie Baía das Gatas. Obszary miejskie Mindelo leżą w części północnej. Większość wyspy pozbawiona jest lasów.
Choć pochodzenie wyspy jest wulkaniczne, to jest dość płaska. Najwyższy punkt stanowi Monte Verde (z port. „zielona góra”) położone w środkowo-północnej części o wysokości 774 m n.p.m. Mimo znacznej erozji, niektóre kratery wciąż są widoczne, szczególnie w pobliżu zatoki Mindelo. Inne wierzchołki to Monte Cara i Topona.

### Klimat
Klimat jest głównie tropikalny i suchy w temperaturami wokół 24 °C przez cały rok. Temperatura oceanu wynosi między 22 °C a 25 °C każdego roku.
Występują dwie pory: od listopada do lipca jest pora sucha i wietrzna, a od sierpnia do października jest "sezon deszczowy".

### Osady
| - Baia das Gatas - Calhau - Lazareto - Madeiral - Mato Ingles | - Mindelo - Salamansa - Seixal - São Pedro - Topim |

### Miejsca geograficzne
W kolejności zgodnie z ruchem wskazówek zegara:
- Ponta de Doca – w północnej części wyspy
- Ponta Marigou – na północy, najdalej na północ wysunięty punkt wyspy
- Ponta da Fregata – w północno-wschodniej części wyspy
- Praia Grande – (tzn. wielka plaża) północny wschód
- Ponta do Calhau – na wschodzie
- Ponta da Vianna – na wschodzie
- Ponta de Saragaça – na wschodzie, południowym wschodzie
- Ponta da Várzea – na południowym wschodzie
- Ponta do Matadouro – na południu, południowym wschodzie
- Ponta da Calheta Grande – na południu, południowym wschodzie
- Ponta do Sul – na południu
- Ponta Araújo – w południowej, południowo-zachodniej części wyspy
- Ponta da Ribeira da Caixa – w południowo-zachodniej części wyspy

## Historia
São Vicente zostało odkryte w dzień świętego Wincentego (22 stycznia) w 1462. Ze względu na brak wody, wyspa była początkowo wykorzystywana tylko jako pastwisko dla bydła przez właścicieli z sąsiedniej wyspy Santo Antão. Do połowy XIX wieku pozostawała praktycznie niezamieszkana. Jedynie, gdy w 1838 utworzono skład węgla w Porto Grande do zaopatrywania statków płynących po szlakach na Atlantyku, populacja wyspy zaczęła gwałtownie wzrastać. Z braku opadów i zasobów naturalnych gospodarka São Vicente opiera się głównie na handlu i usługach.

## Ludność
Liczba ludności São Vicente w 2000 wynosiła 67 163, z czego 4174 to ludność wiejska. Jest to więc druga co do ludności wyspa Republiki Zielonego Przylądka. Roczny przyrost naturalny wynosi około 2,7% (powyżej krajowego poziomu 2,4%). Na obszarach miejskich żyje 94% ludności i jest to najwyższy odsetek w kraju (wskaźnik krajowy to 54%). Średnia długość życia wynosi 62 lata dla mężczyzn i 65 dla kobiet, więcej niż w innych częściach Afryki. Wskaźniki urodzeń i zgonów są wysokie.
Większość populacji jest młoda: 66% ma mniej niż 30 lat, a 8,6% to ludność powyżej 60 lat. Na wyspie jest 16 000 rodzin o średnio czterech osobach na gospodarstwo domowe (średnia dla kraju to 5 osób na gospodarstwo domowe). W domach żyje 56% rodzin, pozostałe 30% mieszka w kiepskich warunkach.
Tylko 11% rodzin posiada swój samochód (7,4% na poziomie kraju).

## Gospodarka
Gospodarka wyspy zawsze bazowała jedynie na handlu i usługach. Z braku opadów rolnictwo jest na poziomie minimum bytowego. Rybołówstwo ma pewne znaczenie, lecz warunki uniemożliwiają mu nabranie większego znaczenia, nie tylko dla połowu homarów, ale też dla powiązanych gałęzi przemysłu jak przetwórczy, suszenia i solenia ryb czy budowy statków.
Porto Grande jest głównym portem Republiki Zielonego Przylądka, przez który przechodzi większość krajowego importu. Posiada terminal dla kontenerów, silosy i chłodnie, które umożliwiają przechowanie nadwyżek. Znajduje się tu nowoczesny zakład odsalania wody morskiej, który dostarcza wody dla ludności i stoczni.
Sektor przemysłowy wyspy oferuje mnóstwo siły roboczej, choć niewykwalifikowanej, co jest efektem migracji mieszkańców z innych wysp do São Vincente. Około 27% liczby zatrudnionych jest niewykwalifikowana. Pracownicy wysoko wykwalifikowani – szefowie przedsiębiorstw, urzędnicy, dyrektorzy i menedżerowie – stanowią mniej niż 2% pracowników. Wyróżnia się jednak udział kobiet w stanowiskach decyzyjnych większy niż średnia krajowa.
Zgodnie ze spisem ludności z 2000, wyspa São Vicente ma największy 23% wskaźnik bezrobocia, podczas gdy w całym kraju wynosi on 17%. Bezrobocie dotyka w większym stopniu kobiet niż mężczyzn. Kompleks zakładów przemysłowych – Strefa Przemysłowa Lazareto – skupia różne rodzaje produkcji, przede wszystkim dzięki inwestycjom zagranicznym, z branży obuwniczej, cukierniczej i przetwórstwa ryb.
W ostatnich latach Narodowe Centrum Pracowników (National Center of Workmanship) w Mindelo wspiera miejscowych rzemieślników w komercyjnym wytwórstwie ceramiki, przedmiotów z orzechów kokosowych i naszyjników z muszli i kamyków.
São Vicente posiada bogate tradycje sportowe. Stąd wiele sportów rozprzestrzeniło się na pozostałe wyspy. Na przykład windsurfing, który korzysta z doskonałych tutaj warunków. Plaża Sao Pedro jest uznawana za jedną z najlepszych w tym celu, czego dowodzą liczne mistrzostwa na poziomie międzynarodowym. Jazda na rowerze, spacery czy jazda konna są dobrymi sposobami poznawania wyspy. Angielskie wpływy są widoczne w postaci golfa. São Vicente posiada wspaniałe pole golfowe z osiemnastoma dołkami. Z tych powodów turystyka ma znakomity potencjał do rozwoju na São Vicente, jak też na całym archipelagu Wysp Zielonego Przylądka. Podróżowanie między różnymi miejscami wyspy zapewnia system transportu publicznego, który obsługuje pięciu prywatnych przewoźników (Transcor SA, Morabeza Transport, Transport Joy, Friendship, Sotral and Automindelo). Jednak na wyprawy do miejsc dalej położonych od miasta Mindelo, jak Baía das Gatas, Calhau czy São Pedro, zwykle wynajmuje się furgonetkę lub autobus.

## Podział administracyjny
Jednostka samorządowa São Vicente obejmuje całą wyspę São Vicente oraz pobliską niezamieszkaną wysepkę Santa Luzia, która leży na południowy wschód. Dia do Município lub „Dzień Samorządu” wypada 22 stycznia.

### Gminy
Jednostka samorządowa zawiera tylko jedną gminę:
- Nossa Senhora da Luz

## Inne
São Vicente posiada kościoły, pocztę, kilka banków, sklepy, szpital zwany Baptista de Sousa i place (praças).

## Edukacja
- Przedszkole – 2600 uczestników w wieku od 1 do 6 lat
- Podstawówka – (od 1 do 6 roku nauki) 11 000 uczniów w 225 kalsach z 379 nauczycielami
- Szkoła średnia – (od 7 do 12 roku nauki) 8000 uczniów w 146 klasach z 384 nauczycielami
- Szkoła wyższa – pewien odsetek osób (1,7% wobec 1,1% na poziomie kraju)

## Język
Poza językiem portugalskim, który jest głównym językiem, większość ludności używa języka kreolskiego. Odmiana tego języka na wyspie São Vicente jest nazywana Crioulo of Sao Vicente (w portugalskim) lub Kriol d Sonsent (w kreolskim).
Literatura
- A Poética de Sérgio Frusoni – Uma Leitura Antropológica (Mesquitela Lima: Lisboa – 1992: Poeme im Kreol von Sao Vicente mit portugiesischer Übersetzung)
- Left-dislocation and topicalization in capeverdean creole. (Braga, Maria Luiza: Ph. D. Dissertation, Uniwersytet Pensylwanii – 1982; Crioulo of Sao Vicente)
- Textos Crioulos Cabo-Verdianos – Sergio Frusoni (In 'Miscelânea luso-africana' 1975, herausgegeben von Marius F. Valkhoff)

## Osoby
- Bana – śpiewak
- Bau – muzyk
- Bela Duarte – artystka
- Carlos Veiga (ur. 21 października 1949) – były premier Republiki Zielonego Przylądka
- Cesária Évora – artystka
- Corsino Fortes (ur. 1933) – pisarz
- Dudu Araujo – śpiewak
- Joao Cleofas Martins – fotograf i humorysta
- Luís Ramos Morais – artysta
- Manuel de Novas – artysta
- Manuel Lopes (1907-2005) – pisarz i założyciel Claridade
- Onésimo Silveira – poeta, dyplomata działacz polityczny
- Ovídio de Sousa Martins – poeta
- Sergio Frusoni – poeta
- Tito Paris (ur. 1968)
- Vasco Martins – kompozytor
- Yolanda Morazzo (ur. 1926) – poetka, pisarka

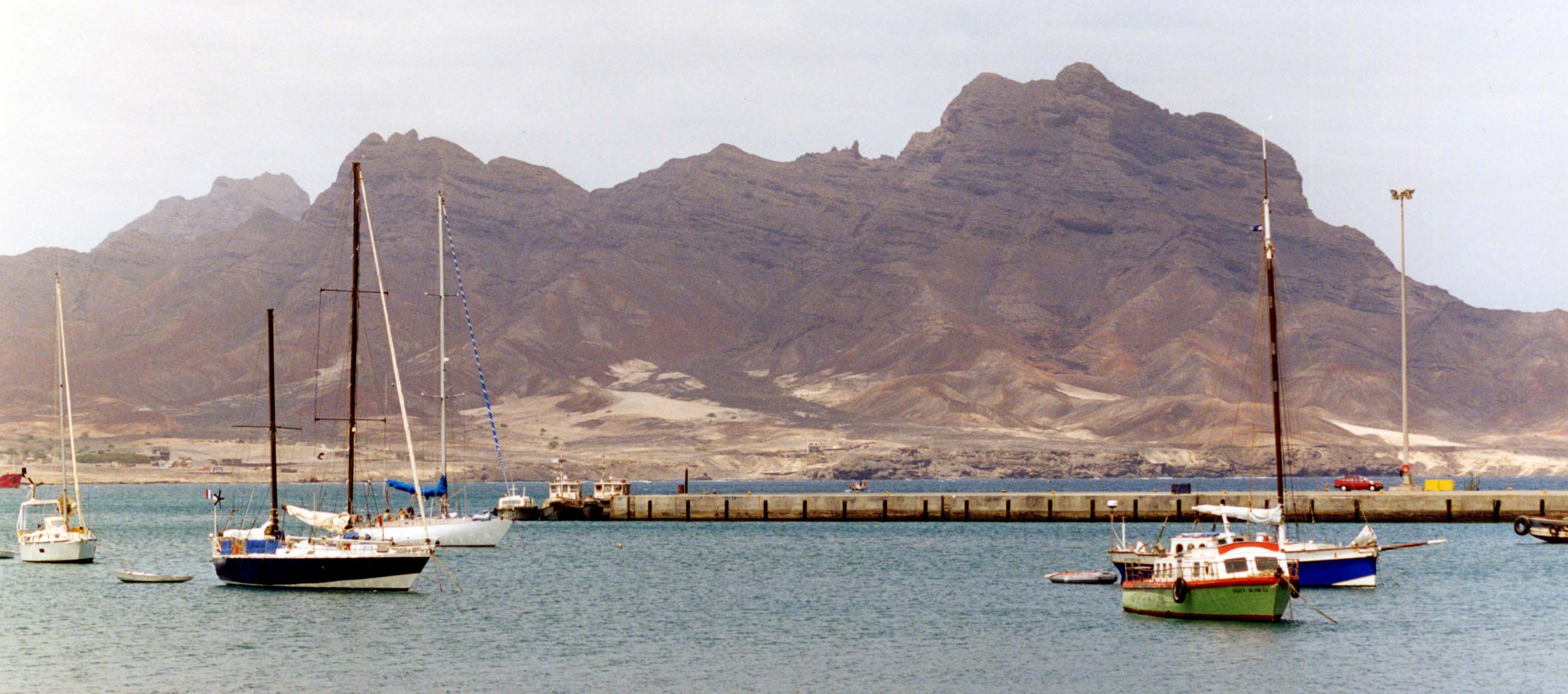
Widok na Monte Cara z Mindelo

## Transport
Wyspa połączona jest trzema głównymi drogami:
- Mindelo – Sao Pedro
- Mindelo – Calhau
- Mindelo – Baia das Gatas

Drogi podrzędne to:
- Z Mindelo – Calhau
  - droga do Madeira
- Z Mindelo – Baia das Gatas
  - droga do Monde Verde
  - droga do Salamansa